# Cupa Mondială de Baschet Masculin din 2023 - Grupa B
Grupa B de la Cupa Mondială de Baschet Masculin din 2023 a fost o grupă preliminară din cadrul Cupei Mondiale de Baschet Masculin din 2023 care și-a desfășurat meciurile la Araneta Coliseum, Quezon City. Echipele care au făcut parte din această grupă au fost: China, Puerto Rico, Serbia și Sudanul de Sud. Fiecare echipă va juca cu fiecare echipă, primele două se vor califica pentru a doua rundă, iar ultimele două pentru stabilirea clasamentului.

## Echipe
| Echipă         | Calificare                     | Calificare        | Apariție | Apariție | Apariție     | Cea mai bună preformanță | CM |
| Echipă         | Ca                             | Dată              | Ultima   | Total    | Continuitate | Cea mai bună preformanță | CM |
| -------------- | ------------------------------ | ----------------- | -------- | -------- | ------------ | ------------------------ | -- |
| China          | Primele trei locuri în Grupa F | 14 noiembrie 2022 | 2019     | 10       | 2            | locul 8 (1994)           | 27 |
| Puerto Rico    | Primele trei din Grupa F       | 26 februarie 2023 | 2019     | 15       | 10           | locul 4 (1990)           | 21 |
| Serbia         | Primele trei locuri Grupa I    | 27 februarie 2023 | 2019     | 7        | 7            | Campioană (1998, 2002)   | 6  |
| Sudanul de Sud | Primele trei din grupa F       | 24 februarie 2023 | -        | 1        | 1            | Debut                    | 63 |

## Clasament
| Loc | Echipa         | M | V | Î | PM  | PP  | DP  | P | Calificare                               |
| --- | -------------- | - | - | - | --- | --- | --- | - | ---------------------------------------- |
| 1   | Serbia         | 3 | 3 | 0 | 314 | 223 | +91 | 6 | Avansează în Etapa a doua40              |
| 2   | Puerto Rico    | 3 | 2 | 1 | 285 | 279 | +6  | 5 | Avansează în Etapa a doua40              |
| 3   | Sudanul de Sud | 3 | 1 | 2 | 268 | 285 | -17 | 4 | Calificare pentru meciurile de clasament |
| 4   | China          | 3 | 0 | 3 | 221 | 301 | -80 | 3 | Calificare pentru meciurile de clasament |

Legendă:
M = meciuri jucate, V = victorii, Î = înfrângeri, PM = puncte marcate, PP = puncte primite, DP = diferență de puncte, P = puncte

## Meciuri

### Sudanul de Sud vs. Puerto Rico
| 26 august 2023 16:00 |

| Boxscore |

| Sudanul de Sud                                                  | 96–101 (OT) | Puerto Rico                                              |
| Scorul pe sferturi: 29–24, 23–18, 15–18, 14–21, Overtime: 15–20 |             |                                                          |
| Pt: Jones 38 Rec: Gabriel, Shayok 7 Pase: Jones 11              |             | Pt: Thompson Jr. 21 Rec: Thompson Jr. 13 Pase: Waters 11 |

### Serbia vs. China
| 26 august 2023 20:00 |

| Boxscore |

| Serbia                                                                           | 105–63 | China                                           |
| Scorul pe sferturi: 25–14, 30–20, 22–13, 28–16                                   |        |                                                 |
| Pt: Bogdanović, Marinković 14 Rec: Milutinov, Ristić 6 Pase: Gudurić, S. Jović 6 |        | Pt: Zhao R. 17 Rec: Cui, Zhou 5 Pase: Zhao J. 6 |

### China vs. Sudanul de Sud
| 28 august 2023 16:00 |

| Boxscore |

| China                                          | 69–89 | Sudanul de Sud                            |
| Scorul pe sferturi: 14–22, 26–22, 13–19, 16–26 |       |                                           |
| Pt: Li 22 Rec: Li 5 Pase: Zhao J. 4            |       | Pt: Jones 21 Rec: Maluach 6 Pase: Jones 6 |

### Puerto Rico vs. Serbia
| 28 august 2023 20:00 |

| Boxscore |

| Puerto Rico                                    | 77–94 | Serbia                                                         |
| Scorul pe sferturi: 15–27, 12–30, 31–18, 19–19 |       |                                                                |
| Pt: Piñeiro 14 Rec: Conditt 11 Pase: Waters 9  |       | Pt: Bogdanović, N. Jović 17 Rec: Milutinov 15 Pase: S. Jović 6 |

### Sudanul de Sud vs. Serbia
| 30 august 2023 16:00 |

| Boxscore |

| Sudanul de Sud                                 | 83–115 | Serbia                                              |
| Scorul pe sferturi: 20–30, 19–26, 26–27, 18–32 |        |                                                     |
| Pt: Jok 21 Rec: Omot 5 Pase: Jones 6           |        | Pt: N. Jović 25 Rec: Milutinov 10 Pase: S. Jović 13 |

### China vs. Puerto Rico
| 30 august 2023 20:00 |

| Boxscore |

| China                                            | 89–107 | Puerto Rico                                 |
| Scorul pe sferturi: 16–23, 21–29, 32–26, 20–29   |        |                                             |
| Pt: Zhao R. 16 Rec: Wang, Zhou 5 Pase: Zhao J. 5 |        | Pt: Waters 22 Rec: Romero 10 Pase: Waters 6 |